# 釧路川
釧路川（日语：／ Kushirogawa */?）是位於日本北海道東部流入太平洋的一級河川，其下游區域為日本最大的濕地－釧路濕地。

## 地理
釧路川的源頭為川上郡弟子屈町的屈斜路湖，往南經過弟子屈町和標茶町的主要街區後，進入釧路濕地。在釧路郡釧路町的岩保木地區通過人工開挖的新河道「新釧路川」，往南南西方向流入釧路市釧路港；而舊河道則是從岩保木地區往東南方向到達遠矢地區後，再轉往西南方向經過釧路市區進入太平洋。
其源頭屈斜路湖的標高只有海拔121公尺，為日本一級河川中少見源頭－出海口落差較低者，也因此在釧路川主流中並沒有設置任何的水壩，同時也成為適合划行獨木舟的河川。

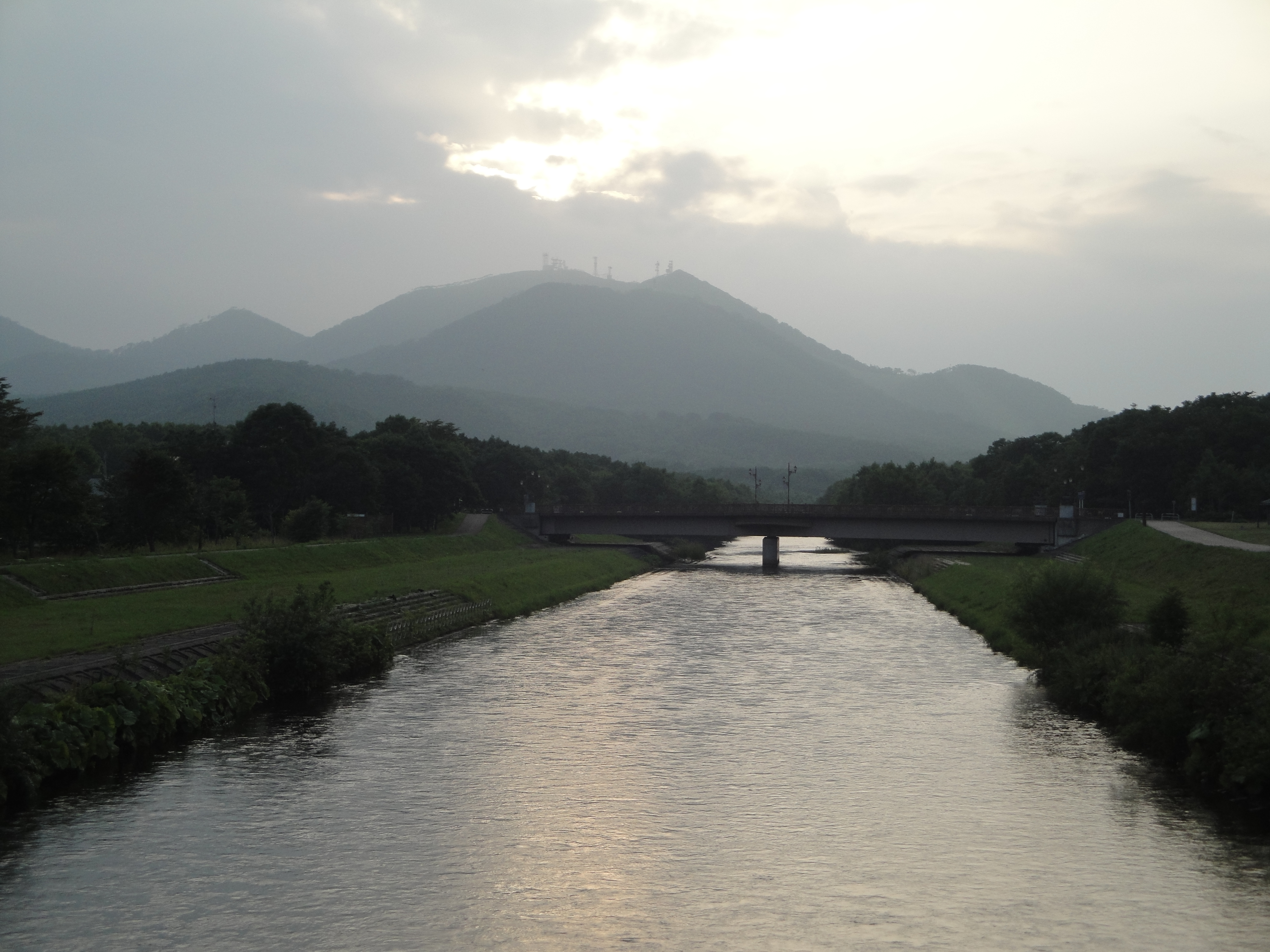
經過弟子屈町摩周溫泉的釧路川
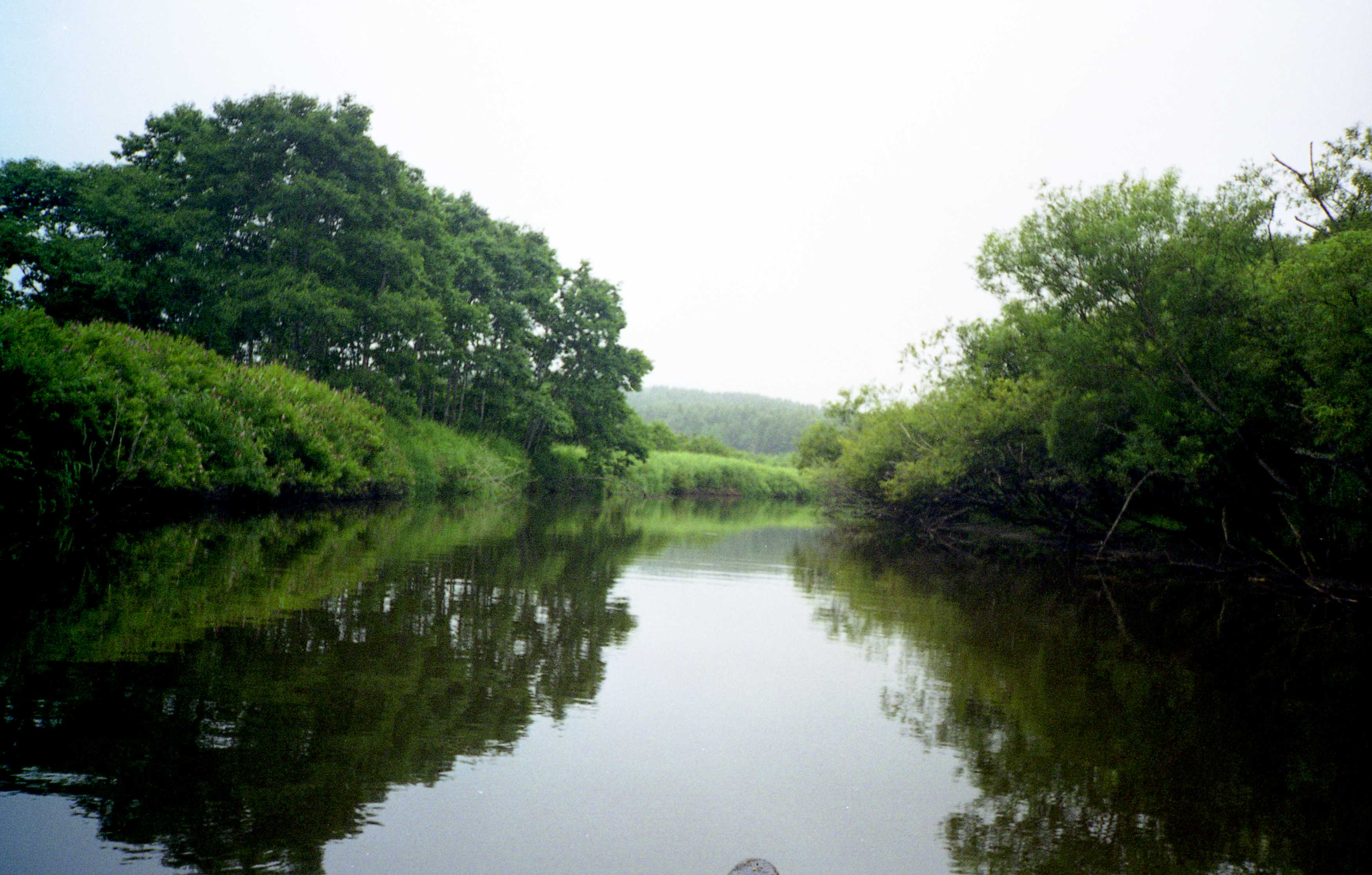
釧路濕地中的釧路川

## 歷史
2010年，釧路濕地開始進行自然再生事業，計劃將釧路川通過標茶町茅沼地區的部分恢復為原本的蜿蜒路徑。
在釧路川出海口的釧路港中央碼頭旁原本設有「釧路町木場」的儲存木材的場地，但隨著水面貯木場設施的老化，儲木場已於2014年度停止使用。

## 流域
主流經過的行政區劃
北海道
川上郡弟子屈町、標茶町、釧路郡釧路町、釧路市
主流以外的流域經過的行政區劃：
阿寒郡鶴居村

## 自然生態
在1970年代的魚類調査紀錄中，釧路川裡棲息的魚類包括：雷氏七鰓鰻、大麻哈魚、駝背大麻哈魚、櫻鱒、大鱗大麻哈魚、遠東哲羅魚、遠東紅點鮭、柳葉魚、西太公魚、日本公魚、亞洲胡瓜魚、珠星三塊魚、蝦夷石斑魚、鯉、鲫鱼、三刺魚、浮鮴、星突江鰈。

## 治水工程

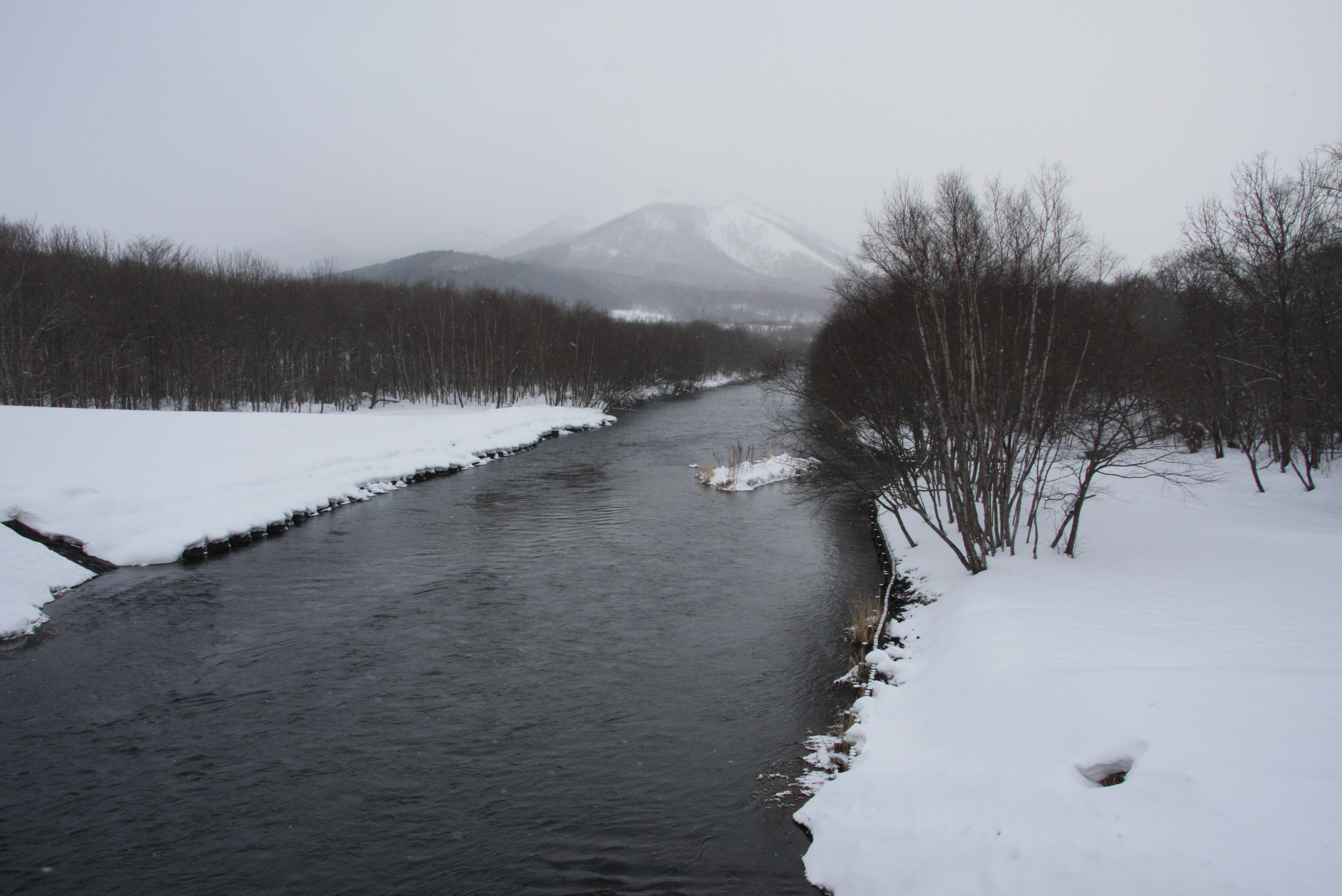
冬季的新釧路川

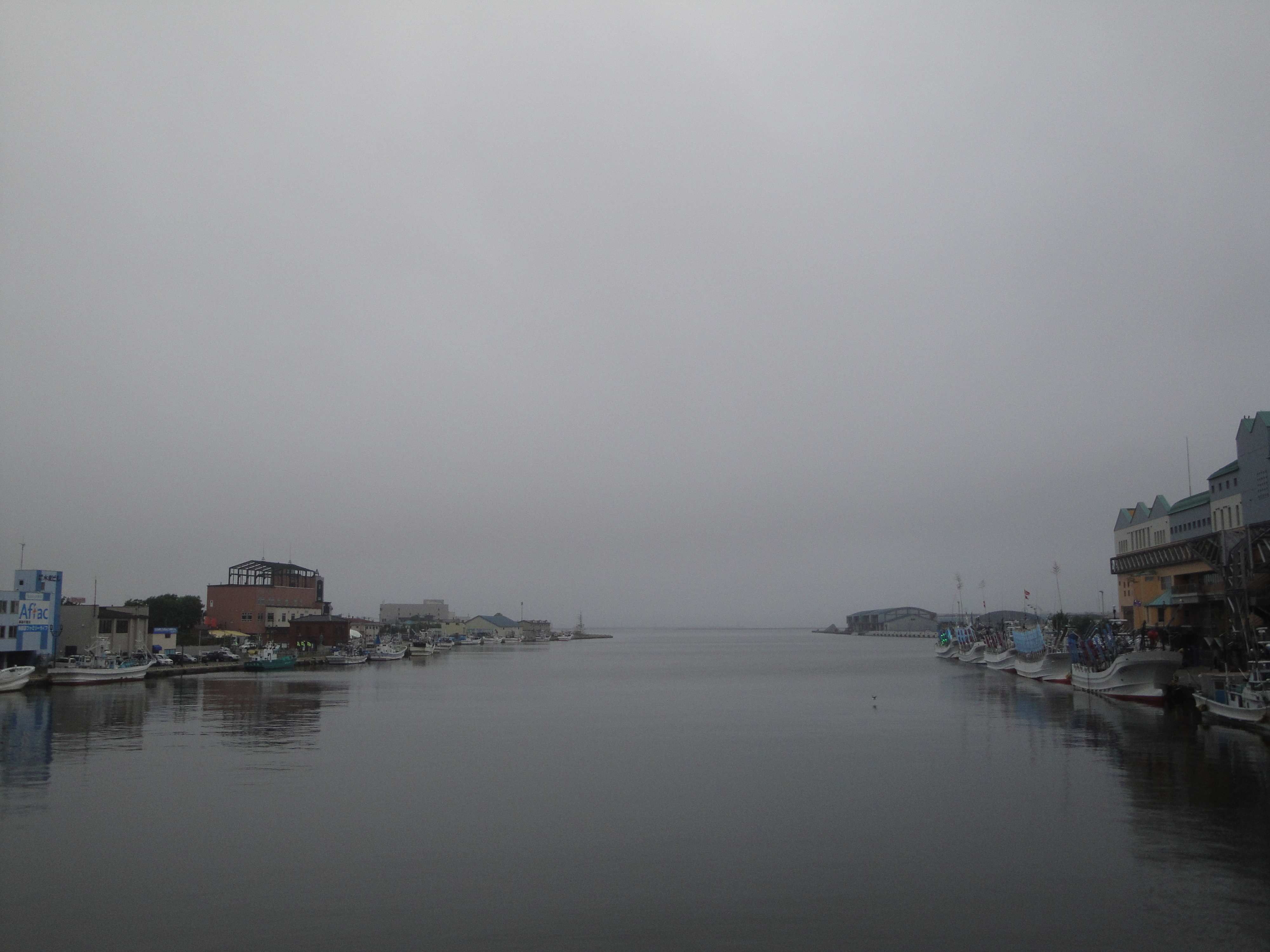
舊釧路川在市區的出海口

由於過去釧路川帶入大量山土進入釧路港，並時常在市區造成洪水，1931年在岩保木地區設置了岩保木水門，並開挖新的河道「新釧路川」避開釧路市區，直接通往釧路港。1967年被列為日本的一級河川，同時將「新釧路川」確認為釧路川的主流，並由北海到開發局負責管理；而原本流過市區的釧路川則命名為「舊釧路川」。
但由於居民仍習慣稱呼市區裡的這條舊河道為「釧路川」，且對於使用「舊」這個字不滿，2001年4月5日國土交通省公告再次變更名稱，兩條河川恢復使用「新釧路川」及「釧路川」的名稱。

## 橋梁
- 雪裡橋
- 貝塚大橋
- 根室本線
- 旭橋
- 久壽里橋
- 幣舞橋

## 外部連結
- （日語） 釧路川河川情報 - 釧路開發建設部
- （日語） 釧路川水系流域及河川的概要 （页面存档备份，存于） - 國土交通省